# Air - La storia del grande salto
Air - La storia del grande salto (Air) è un film del 2023 diretto da Ben Affleck.
La pellicola, con un cast corale che comprende Matt Damon, lo stesso Ben Affleck, Jason Bateman, Marlon Wayans, Chris Messina, Chris Tucker e Viola Davis, narra la storia della celebre linea di calzature sportive Air Jordan che ha unito la Nike e l'allora semisconosciuto Michael Jordan.

## Trama
1984, Beaverton (Oregon). Nella sede della Nike il manager Sonny Vaccaro, esperto di basket, è alla ricerca di giovani talenti a cui proporre un contratto di sponsorizzazione, per rilanciare il marchio che all'epoca era fortemente votato al running e aveva una quota di mercato nel settore del basket nettamente inferiore a colossi come Converse e Adidas. Sonny decide di investire tutto il budget messogli a disposizione dalla dirigenza per chiudere un contratto con la stella emergente del basket Michael Jordan. Per riuscire nel suo obiettivo, vince le resistenze del suo CEO Phil Knight, del manager di Jordan e dello stesso Michael, all'epoca molto più attratto dalle sirene dell'Adidas. La strategia di Sonny si rivela azzardata ma vincente quando decide di far breccia nei sentimenti della mamma di Michael, proponendo per il figlio un ruolo di assoluto primo piano nelle strategie commerciali della Nike ed inventando una scarpa ed una linea di abbigliamento, la Air Jordan appunto, progettata esclusivamente per il campione.

## Produzione
La sceneggiatura, scritta nel 2021 da Alex Convery col titolo Air Jordan, è entrata nello stesso anno nella black list delle migliori sceneggiature non prodotte. Nell'aprile 2022 la sceneggiatura viene acquistata da Amazon Studios, per farne un film con protagonisti Matt Damon e Ben Affleck, con quest'ultimo anche regista.
Il personaggio di Michael Jordan viene nominato spesso nel film senza mai apparire.
Lo stesso Jordan ha invitato il regista Affleck ad ingaggiare Viola Davis per il ruolo di sua madre, Deloris Jordan.

### Riprese
Le riprese del film, iniziate il 6 giugno 2022 a Los Angeles, sono terminate nel luglio dello stesso anno.
Il direttore della fotografia Robert Richardson ha utilizzato la macchina da presa digitale Arri Alexa 35 per le riprese.

## Promozione
Il primo trailer del film è stato diffuso il 9 febbraio 2023, mentre un secondo è stato diffuso durante il Super Bowl LVII.
Per mostrare il trailer durante il Super Bowl LVII, Amazon ha speso 7 milioni di dollari.

## Distribuzione
Il film è stato presentato al South by Southwest il 18 marzo 2023 e distribuita nelle sale cinematografiche statunitensi a partire dal 5 aprile 2023 e dal giorno seguente in Italia, per poi essere distribuita su Prime Video dal 12 maggio seguente.

### Divieti
Negli Stati Uniti il film è stato vietato ai minori di 17 anni non accompagnati da adulti per la presenza di "linguaggio scurrile".

## Accoglienza

### Critica
Sull'aggregatore Rotten Tomatoes il film riceve il 93% delle recensioni professionali positive con un voto medio di 7,7 su 10 basato su 343 critiche, mentre su Metacritic ottiene un punteggio di 73 su 100 basato su 59 critiche.
Valerie Complex, di Deadline Hollywood, ha apprezzato le prove attoriali di tutto il cast, tra i quali emerge Ben Affleck, il cui "talento supera le aspettative", aggiungendo che "è cresciuto come attore e regista, ma raggiunge le vette più alte quando fa entrambe le cose contemporaneamente"; Matthew Monagle di The Playlist ha elogiato il film ed i dettagli degli anni ottanta; Nick De Semlyen di Empire ha trovato molto divertente il film, a cui ha dato un voto di 3 su 5; per Rob Dean di TheWrap "la sceneggiatura è divertente e l'eccellente regia di Affleck fa sembrare il film speciale"; anche Lovia Gyarkye del The Hollywood Reporter ha promosso il film; Peter Debruge di Variety ha elogiato Viola Davis, "la scelta migliore fatta da Affleck"; per Marisa Mirabal di IndieWire, "Air è una schiacciata, uno dei migliori film sportivi mai realizzati", al quale ha dato un voto di A+; Ryan Scott di /Film ha dato 8 su 10 alla pellicola, definita un "atipico dramma sportivo", promuovendo la prova da regista di Affleck. Giorgio Viaro di Best Movie promuove il film con un voto di 3,4 su 5, elogiando "regia, sceneggiatura ed interpreti".

## Riconoscimenti
- 2024 - Golden Globe[26]
  - Candidatura al miglior film commedia o musicale
  - Candidatura al miglior attore in un film commedia o musicale a Matt Damon
- 2024 - Critics' Choice Awards[27]
  - Candidatura al miglior cast corale
  - Candidatura alla miglior sceneggiatura originale a Alex Convery
  - Candidatura al miglior montaggio a William Goldenberg
- 2024 - People's Choice Awards[28]
  - Candidatura alla miglior performance dell'anno a Viola Davis
- 2024 - Writers Guild of America Award[29]
  - Candidatura alla miglior sceneggiatura originale a Alex Convery